# Necesitate
Etimologic, termenul de necesitate provine din latină, necessitas, «ineluctabil», «nevoie imperativă»; «obligație imperativă», «necesitate logică». Sensul comun și fizic face referire la o stare de lucruri care nu se poate să nu existe. Sensul metafizic se referă la puterea (uneori divină) care guvernează cursul realității.
În logică, termenul este definit cu două sensuri: 1. Caracter a ceea ce nu poate fi fals, a ceea ce este universal valabil. 2. Relație inevitabilă între două propoziții. Sensul derivat implică nevoia, ceva de care o ființă nu se poate lipsi.

## Descrierea filosofică
Necesitatea este o modalitate logică ce se opune simplei posibilități, dar și imposibilității și contingenței. Ea poate califica gânduri, idei sau principii: ea înseamnă astfel că adevărul lor nu poate fi respins de către spirit (de exemplu  pentru că ele sunt evidente sau logic demonstrabile; deoarece contrariul este imposibil). 
În sens fizic, necesitatea trimite la determinism; în sens metafizic, ea trimite la fatalism. Accepțiunea morală a termenului este înșelătoare: o obligație (ceea ce ne apare ca fiind necesar) se distinge de o constrângere prin aceea că există întotdeauna posibilitatea de a nu o respecta: ea trimite mai degrabă la o experiență decât la o necesitate, așa cum admite și Spinoza în „Lettre 58”.